# Đạm Đài Diệt Minh
Đạm Đài Diệt Minh (tiếng Trung: 澹臺滅明; bính âm: Dantai Mieming; Wade–Giles: Tan-t'ai Mieh-ming), họ kép Đạm Đài, tên Diệt Minh, tự Tử Vũ (子羽), tôn xưng Đạm Đài Tử (澹颱子) người Vũ Thành, nước Lỗ thời Xuân thu, là một trong thất thập nhị hiền của Nho giáo.

## Cuộc đời
Đạm Đài Diệt Minh có tướng mạo xấu xí. Khổng Tử ban đầu nhìn thấy diện mạo của Đạm Đài, cho rằng người này kém tài năng, thiếu kiến thức. Nhưng sau một thời gian học tập, rèn luyện thực tiễn, hành xử quang minh chính đại, Đạm Đài khiến Khổng Tử đổi mới cái nhìn.
Đạm Đài Diệt Minh đi du lịch Giang Hoài, cũng ở nơi ấy bộc lộ tài năng, dạy học ở Nam Xương, đệ tử đến học hơn 300 người. Việc đến tai Khổng Tử, Khổng Tử than thở rằng: Dĩ mạo thủ nhân, thất chi Tử Vũ (以貌取人，失之子羽).
Đạm Đài Diệt Minh từng làm phụ tá cho quan tể đất Vũ Thành là Ngôn Yển, cũng là đồng môn. Khi Khổng Tử hỏi rằng đất Vũ Thành có nhân tài nào không, Ngôn Yển liền đáp rằng: Có người tên là Đạm Đài Diệt Minh, không theo lối nhỏ, nếu không vì việc công, không đến phòng của Yển.

## Thành ngữ
- Trông mặt mà bắt hình dong, lấy từ câu Dĩ mạo thủ nhân (以貌取人) của Khổng Tử.

## Truyền thuyết
Có lần, Đạm Đài Diệt Minh mang khối ngọc ngàn vàng qua sông. Đến giữa sông, có hai con giao hiện ra muốn cướp ngọc. Đạm Đài Diệt Minh tức giận, chém chết hai con giao, lại ném ngọc xuống sông, chứng minh phẩm đức của bản thân.

## Mộ địa
Đạm Đài Diệt Minh qua đời, nhiều nơi dựng mộ để thờ tự. Người Nam Xương dựng mộ, xây Đạm Đài môn để kỷ niệm. Ngoài Nam Xương, còn có ba nơi có mộ Đạm Đài là Vũ Thành, Trần Lưu, Dự Chương.
Mộ Đạm Đài Diệt Minh nằm trong khuôn viên trường Trung học số 2 thành phố Nam Xương. Mộ từng được tri phủ Phạm Lai thời Minh trùng tu, học sứ Vương Tư Huấn thời Thanh dựng bia đá có hàng chữ Tiên hiền Đạm Đài Tử chi mộ (先賢澹颱子之墓). Đây được cho là mộ thật, nhưng đã bị phá hủy trong Cách mạng Văn hóa.